# Ellenboro (Wisconsin)
Ellenboro es un pueblo ubicado en el condado de Grant en el estado estadounidense de Wisconsin. En el Censo de 2010 tenía una población de 525 habitantes y una densidad poblacional de 5,6 personas por km².

## Geografía
Ellenboro se encuentra ubicado en las coordenadas 42°48′48″N 90°36′17″O / 42.81333, -90.60472. Según la Oficina del Censo de los Estados Unidos, Ellenboro tiene una superficie total de 93.68 km², de la cual 93.68 km² corresponden a tierra firme y (0%) 0 km² es agua.

## Demografía
Según el censo de 2010, había 525 personas residiendo en Ellenboro. La densidad de población era de 5,6 hab./km². De los 525 habitantes, Ellenboro estaba compuesto por el 98.1% blancos, el 0.38% eran afroamericanos, el 0.57% eran amerindios, el 0.19% eran asiáticos, el 0% eran isleños del Pacífico, el 0% eran de otras razas y el 0.76% pertenecían a dos o más razas. Del total de la población el 0.19% eran hispanos o latinos de cualquier raza.